# Purno de Purno
Purno de Purno (oorspronkelijk alleen Purno) is een Nederlandse computeranimatieserie, uitgezonden door de VPRO van 1989 tot 1996 en van 2006 tot 2007.

## Purno
Purno is een computergeanimeerd mannetje in een paars schaatspak met een hoog nasaal stemgeluid (stem: Theo Wesselo van Rembo & Rembo). Zijn grootste bijdrage aan de Nederlandse taal is de veelgebezigde uitroep "sapperedosio!" (blijk van verbazing, ontzetting, goed- of afkeuring). Hoewel de serie uitgezonden werd als onderdeel van het kinderprogramma Villa Achterwerk is door de vele dubbelzinnigheden en seksueel getinte (woord)grappen de serie ook zeer geliefd geweest bij oudere kijkers.
De naam Purno is volgens de makers Marcus Vlaar en Hans Wessels afkomstig uit hun jeugd:

"Wij woonden vroeger naast een tennisbaan. Mijn broertje had een vriendje, Vincent, die een beetje door zijn neus praatte en heel goed ballen kon zoeken. Als iemand een bal over het hek sloeg, zei Vincent: ‘wacht maar, Speurneus gaat de bal wel vinden!’ Speurneus werd Purno, iedereen noemde hem zo. Marcus en ik vonden dat een grappige naam."

## Techniek
De animatie werd oorspronkelijk gedaan door Vlaar en Wessels, die een studie als kunstschilder op de Willem de Kooning Academie erop hadden zitten maar het canvas te beperkt vonden, waarna ze een studie aan de Hogeschool voor de Kunsten Utrecht, afdeling Beeld en Mediatechnologie gingen volgen, waarbij ze met computeranimatie in aanraking kwamen. Purno was hun eerste commerciële opdracht en de techniek was anno 1988 erg beperkt. Zij gebruikten een Amiga 2000-computer met 2 megabyte RAM, en slechts 32 kleuren op een resolutie van 320×200 pixels. De framerate bedroeg slechts 12 beelden per seconde (de helft van wat gebruikelijk is). Animaties werden vanaf de Amiga op diskette gezet, waarna in de studio de animaties op Betacam konden worden opgenomen en daarna pas worden bewerkt tot een complete tekenfilm.
Serie 4 en 5 zijn ook grotendeels op de computer tot stand gekomen maar met gebruik van de techniek van rond 2006. De achtergronden werden op papier in lijntekening gemaakt en vervolgens bewerkt in Photoshop. De animaties werden aanvankelijk gedaan in het programma Toonboom Studio en per frame met de hand getekend. In serie 5 is het bedrijf Urrebuk, dat de vervaardiging inmiddels op zich had genomen, overgestapt op het programma MOHO, wat tegenwoordig anime studio pro heet. Daarmee kon de productie aanzienlijk worden versneld. De toenmalige samenstelling van Urrebuk bestond uit de oprichters Maarten Visser, Bas de Ruiter, Michiel Wesselius en Sander Alt. Zij maakten 20 delen in opdracht van de bedenkers van Purno (Wessels en Vlaar) die vanaf 2006 de scripts schreven en het productionele aspect voor hun rekening namen.

## Uitzending
Purno werd in 1989 voor het eerst uitgezonden, als onderdeel van het populair-wetenschappelijk kinderprogramma De Toren van Pizza's, waarin er in iedere aflevering een kort filmpje voorkwam met een grap van Purno.
Het introliedje van Purno's filmpje, waarin Purno te zien was die uit bed stapte en zich aankleedde om de kijker daarna van dienst te zijn, luidde ongeveer als volgt:
Jongens meisjes opgelet
Gewassen, in je kleren,
Oren open, opgelet, hier kun je wat van leren:
PURNO!

### Series
Nadat De Toren van Pizza's was afgelopen, bleek Purno zodanig populair dat de VPRO besloot om het mannetje een eigen serie te geven. Er zouden uiteindelijk drie series Purnofilmpjes geproduceerd worden. De eerste serie vormt een lang doorlopend verhaal waarin Purno de gestolen schoonheid van het Prinsesje terug tracht te brengen, hierbij geholpen door verschillende randpersonages, zoals de Kietelaar (Harry Pater), Buuf (Mariëlle Tromp), Stomme Eend en Pedo de Postbode; zich een weg zoekend door absurde decors zoals een heuvellandschap opgebouwd uit enkel borsten en billen. In de tweede serie is er minder onderlinge samenhang tussen de afleveringen. Wel zijn er verschillende personages (zoals Buuf en meneer Oei) die regelmatig terugkomen, sommige van hen telkens als nieuwe persoonlijkheden (Sjakie). De derde serie bestaat uit een aantal korte filmpjes van tussen de twee en drie minuten vol woordgrappen, psychedelische effecten, hallucinaties en verwijzingen naar drugsgebruik ("Ik word hier een knettertje stoned van!"). De karakters zijn volgens de makers sterk geïnspireerd door de karakters van Robert Crumb. In 2006 maakte Purno de Purno zijn comeback, met een nieuwe serie.

## Stemmencast
- Theo Wesselo – Purno
- André Kuyper
- Hans Wessels - Gabriël
- Dick Beesemer – Coconut Sjakie
- Harry Pater – Kietelaar, Mr. Oei, Superman
- Annelies van der Sloot
- Edine Russell
- Mariëlle Tromp – Buuf
- Dienand Christe – Stomme Eend
- Gijs Schaap – Johnny Olen
- Frans Niesen - Dr. Ha Chiu,

## Afleveringen

### Serie 1 (1989-1990)
6 afleveringen van 10 minuten.
1. Purno is de lul
2. In het hol van de kietelaar
3. De schaduwwereld van Cas Vegas
4. De binnenstebuiten planeet
5. Meiniedeinies
6. Het wonderelixer van Pad Pong

### Serie 2 (1994)
10 afleveringen van 13 minuten.
1. Coconut Sjakie
2. Het droomgat
3. Superpurno en het snifsnaf poeder
4. Sunil Baba en de 40 graden was
5. Puzzelbach am Niesl
6. Stage crazy
7. Canard d'art
8. Het kapperscomplot
9. Beauty on the beach
10. Speciale aanbieding

### Serie 3
26 afleveringen van 2,5 minuut.
1. Willem Ruis
2. Mol in je Hol
3. Irritantjes
4. 100% Scheithanz
5. Vlinderhypnose
6. Ruzie in de slagerij
7. Supersuck 2000
8. Levensliedje
9. Kleine Purno
10. In de wolken
11. In de kast
12. Het Kameraadje
13. Gat in de muur
14. Zwart beest
15. Purno goes interactive
16. Purno de Purno de Purno
17. Kerstverhaal
18. De grote Bikini verdwijntruc
19. Oud en Nieuw
20. Stand-up Comedian
21. Onzichtbaarheidslotion
22. Reïncarnatie
23. Hoil Therapie
24. Opperwezen
25. Extra knoflook
26. De PurnoPosse is in the house

### Serie 4
13 afleveringen van 7 minuten.
1. Het geheime kistje
2. De grote blote vrouw
3. Pizza Fantasia
4. Blotensteijn
5. El Boeffo
6. Homo Museum
7. Tutti frutti
8. Økenøken
9. Sjakie's Dating Service
10. All inclusive
11. Boogie & Woogie
12. Pokon Purno
13. Sjakie de Sjakie

### Serie 5
7 afleveringen van 7 minuten, werd uitgezonden vanaf 19 oktober 2007.
1. Kreezie Kloontje
2. Gurlie
3. Zwarte Sjakie
4. Dr. Freundshaft
5. De Vlinderkoning
6. Prins Carnaval
7. Het Mysterie van de verdwenen Harderwijker

## Trivia
- YouTube maakte enkele afleveringen van de kinderserie onbereikbaar voor personen onder de 18.[4]